# Saint-Antonin-du-Var
Saint-Antonin-du-Var is een gemeente in het Franse departement Var (regio Provence-Alpes-Côte d'Azur) en telt 482 inwoners (1999). De plaats maakt deel uit van het arrondissement Brignoles.

## Geografie
De oppervlakte van Saint-Antonin-du-Var bedraagt 17,6 km², de bevolkingsdichtheid is 27,4 inwoners per km².
De onderstaande kaart toont de ligging van Saint-Antonin-du-Var met de belangrijkste infrastructuur en aangrenzende gemeenten.

## Demografie
Onderstaande figuur toont het verloop van het inwonertal (bron: INSEE-tellingen).
1. ↑  Populations de référence 2022.